# United America
United America (UA) ist die Bezeichnung für die Vereinigten Rapper der West- und Eastcoast Amerikas.
Nach den Morden an 2Pac (1996) und The Notorious B.I.G. (1997), endeten die Beefs zwischen den zwei Küsten, und die verfeindeten Rapper von West- und Eastcoast beschlossen, sich zusammenzuschließen, um zukünftigen gewalttätigen Eskalationen vorzubeugen. Seitdem gibt es die Begriffe Westcoast und Eastcoast offiziell nicht mehr. Einige Rapper verwenden sie aber immer noch, um ihre Zugehörigkeit zu der Westcoast oder Eastcoast zu betonen.

## Wichtigste Interpreten von UA
- Fat Joe
- 50 Cent
- Young Buck
- Lloyd Banks
- Tony Yayo
- Snoop Dogg
- Xzibit
- The Game
- Ice Cube
- Lil Scrappy
- DMX
- Akon
- Bow Wow
- Nas
- Jay-Z
- P. Diddy
- Redman
- 8Ball & MJG
- Warren G
- Eazy-E
- Dr. Dre
- Papoose
- Eminem

## Wichtige Labels
- Bad Boy Entertainment
- Death Row Records
- Shady Records
- Ruthless Records
- Aftermath Entertainment
- G-Unit Records
- Def Jam
- Roc-A-Fella Records
- Ruff Ryders Entertainment